# Zaluțke, Romnî
Zaluțke (în ucraineană Залуцьке) este un sat în comuna Basivka din raionul Romnî, regiunea Sumî, Ucraina.

## Demografie
Componența lingvistică a localității Zaluțke
     Ucraineană (91,67%)
     Rusă (8,33%)
Conform recensământului din 2001, majoritatea populației localității Zaluțke era vorbitoare de ucraineană (91,67%), existând în minoritate și vorbitori de rusă (8,33%).